# Kaddour Mahieddine
Kaddour Mahieddine, né à Blida le 17 octobre 1944, mort à Blida le 20 avril 2012 a été un coureur cycliste algérien.

## Biographie
Il effectuait ses débuts en compétition en 1962 sous les couleurs du club de sa ville natale, l'USM Blida. La principale ligne de son palmarès est inscrite en 1972 lorsqu'il remporta au Grand Prix d'Annaba. Il s'était illustré en 1969, lors de la première participation de l'Algérie au Tour de Cuba en remportant une étape.
Cette participation "historique" des coureurs algériens faillit ne pas avoir lieu en raison du retard pris par l'équipe algérienne à se rendre à Cuba. Dûment enregistrée l'équipe d'Algérie arrivait à Cuba alors que la "Vuelta" avait déjà parcouru cinq étapes...Pour permettre aux coureurs algériens de n'être pas venus pour rien, la commission technique du Tour de Cuba décida de couper la compétition en deux Parties. Les cinq premières étapes  donnèrent lieu à un classement autonome, appelé le Tour d'Oriente. Le vainqueur en était Sergio "Pipian" Martinez. Le Tour prit un second départ (celui enregistré dans les "annales" du cyclisme) le 11 février 1969 à Holguin avec l'accord des coureurs cubains et mexicains, "en solidarité avec le peuple frère algérien". Deux coureurs algériens se mirent en évidence, dont Kaddour Mahieddine, vainqueur d'une étape et Madjid Hamza 2e de cette même étape
Après son retrait des pelotons, il se consacrait au rôle d'entraîneur.

## Palmarès
- 1966
  - À la Course de la Paix :
    - Sélection dans l'équipe d'Algérie : 78e

- 1969
  - Au Tour de Cuba :
    - Sélection dans l'équipe d'Algérie : équipe 6e (sur 15) du classement par équipes
    - Vainqueur de la 8e étape (Matanzas-Güines)
    - 2e de la 3e étape (C. de Avila-Topes-de-Collantes)
    - 2e du classement final du Grand prix de la montagne[2]

  - à la Course de la Paix
    - Sélection dans l'équipe d'Algérie : abandon lors de la 7e étape.

- 1972
  - Victoire finale au Grand Prix d'Annaba